# Benedetto (canonico di San Pietro)
Benedictus Canonicus Sancti Petri (... – XII secolo) è stato un religioso e scrittore italiano attivo a Roma nella prima metà del XII secolo.
Benedetto era uno dei quattro canonici dell'antica basilica di San Pietro in Vaticano, i quali celebravano messa nella chiesa; non si sa quasi nulla della sua vita. Scrittore liturgico, autore del Liber polypticus (o Liber Politicus), in cui, tra gli altri, è contenuto l'Ordo Romanus; questo libro fu scritto tra il 1140 e il 1143, quando egli era già avanzato negli anni. La sua opera è importante a causa delle informazioni contenute su istituzioni, celebrazioni e feste religiose della Roma del XII secolo.